# David Court (piłkarz)
David John Court (ur. 1 marca 1944 w Mitcham, Surrey, Anglia) –  angielski piłkarz występujący na pozycji obrońcy lub pomocnika. Od 1996 roku jest asystentem Liama Brady'ego w zespole rezerw Arsenalu Londyn.
W ciągu swojej kariery reprezentował barwy takich klubów jak Arsenal F.C., Luton Town, Brentford i Barnet.